# Relación euclidiana
En matemáticas, las relaciones euclidianas son una clase de relación binarias que formalizan "Axioma 1" en Elementos de Euclides': "Magnitudes que son iguales a la misma son iguales entre sí".

## Definición

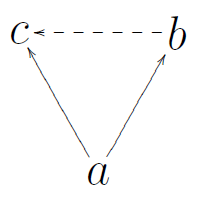
Propiedad euclidiana derecha: las flechas sólidas y discontinuas indican los antecedentes y los consecuentes, respectivamente.

Una relación binaria R sobre un conjunto X es euclídea (a veces llamada euclídea derecha) si satisface lo siguiente: para cada a, b, c en X, si a está relacionada con b y c, entonces b está relacionada con c. Para escribir esto en lógica de predicados:
{\displaystyle \forall a,b,c\in X\,(a\,R\,b\land a\,R\,c\to b\,R\,c).}
A su vez, una relación R en X es euclídea de izquierda si para cada a, b, c en X, si b está relacionada con a y c está relacionada con a, entonces b está relacionada con c:
{\displaystyle \forall a,b,c\in X\,(b\,R\,a\land c\,R\,a\to b\,R\,c).}

## Propiedades

Relación euclidiana derecha esquematizada según la propiedad 10. Los cuadrados de color intenso indican las clases de equivalencia de R′. Rectángulos de color pálido indican las posibles relaciones de los elementos en X\ran(R). En estos rectángulos, las relaciones pueden, o no, mantener.

1. Debido a la conmutatividad de ∧ en el antecedente de la definición, aRb ∧ aRc implica incluso bRc ∧ cRb cuando R es euclídea derecha. Del mismo modo, bRa ∧ cRa implica bRc ∧ cRb cuando R es euclídea izquierda.
2. La propiedad de ser euclidiano es diferente de transitividad. Por ejemplo, ≤ es transitiva, pero no euclídea derecha,[2] mientras que xRy definida por 0 ≤ x ≤ y + 1 ≤ 2 no es transitiva,[3] sino euclídea derecha en número naturals.
3. Para relación simétricas, la transitividad, la euclidiana derecha y la euclidiana izquierda coinciden. Sin embargo, también una relación no simétrica puede ser a la vez transitiva y euclidiana derecha, por ejemplo, xRy definida por y=0.
4. Una relación que es a la vez euclídea derecha y reflexiva es también simétrica y, por tanto, una relación de equivalencia.[1][4] Análogamente, cada relación euclídea izquierda y reflexiva es una equivalencia.
5. La rango de una relación euclídea derecha es siempre un subconjunto[5] de su dominio. La restricción de una relación euclídea derecha a su rango es siempre reflexiva,[6] y por lo tanto una equivalencia. Análogamente, el dominio de una relación euclídea izquierda es un subconjunto de su rango, y la restricción de una relación euclídea izquierda a su dominio es una equivalencia. Por tanto, una relación euclídea derecha sobre X que sea también total derecha (respectivamente una relación euclídea izquierda sobre X que sea también total izquierda) es una equivalencia, ya que su rango (respectivamente su dominio) es X.[7]
6. Una relación R es a la vez euclídea izquierda y derecha, si, y sólo si, el conjunto dominio y el conjunto rango de R coinciden, y R es una relación de equivalencia sobre ese conjunto.[8]
7. Una relación euclidiana derecha es siempre cuasitransitiva,[9] como es una relación euclídea izquierda.[10]
8. Una relación euclídea derecha connected siempre es transitiva;[11] y por tanto es una relación euclídea izquierda conexa.[12]
9. Si X tiene al menos 3 elementos, una relación euclídea derecha conexa R sobre X no puede ser antisimétrica,[13] y tampoco puede una relación euclidiana izquierda conectada en X.[14] En el conjunto de 2 elementos X = { 0, 1 }, e. g. la relación xRy definida por y=1 es conexa, euclídea derecha y antisimétrica, y xRy definida por x=1 es conexa, euclídea izquierda y antisimétrica.
10. Una relación R sobre un conjunto X es euclídea derecha si, y sólo si, la restricción R′ := R|ran(R) es una equivalencia y para cada x en X\ran(R), todos los elementos con los que x está relacionada bajo R son equivalentes bajo R′.[15] Análogamente, R en X es euclídea izquierda si, y sólo si, R′ := R|dom(R) es una equivalencia y para cada x en X\dom(R), todos los elementos que están relacionados con x bajo R son equivalentes bajo R′.
11. Una relación euclidiana izquierda es izquierda-única si, y sólo si, es antisimétrica. Análogamente, una relación euclídea derecha es única derecha si, y sólo si, es antisimétrica.
12. Una relación euclídea izquierda y única izquierda es transitiva vacua, y también lo es una relación euclídea derecha y única derecha.
13. Una relación euclídea izquierda es cuasi-reflexiva izquierda. Para las relaciones únicas por la izquierda, la inversa también es válida. A su vez, cada relación euclidiana derecha es cuasi-reflexiva derecha, y cada relación única derecha y cuasi-reflexiva derecha es euclidiana derecha.[16]